# Grand Prix Prince Rose
Cet article concerne la course hippique. Pour le cheval, voir Prince Rose.
Ne doit pas être confondu avec le Prix Prince Rose, à l'hippodrome de Chantilly.
Groupe I (arrêtée)
Anciennement connu sous le nom de Grand International d'Ostende, la course fut rebaptisée Grand Prix Prince Rose en l'honneur du grand crack belge. Elle se disputait en juillet à l'hippodrome d'Ostende à l'occasion de la Fête nationale belge. 

## Historique
Créée en 1898, cette épreuve de Groupe I était le principal objectif des meilleurs chevaux âgés de trois ans et plus (hongres exclus). La distance était de 2 200 mètres (G.P.). C'était la course belge de plat la mieux dotée, avec une allocation de 4,575 millions de francs belges en 1984. C'est dans ce Prix que Prince Rose a battu la grande championne Pearl Cap, lauréate la même année (1931) du Prix de l'Arc de Triomphe, considérée comme la plus grande course du monde en termes de qualité. 

## Palmarès de 1923 à 1988
voir : Toroughbred database

## Quelques gagnants célèbres
- Le Capucin (1924)
- Prince Rose (1931)
- Corrida (1936 & 1937)
- Rheingold (1973)
- Argument (1980)